# فهرست ترانه‌های نوشته‌شده توسط هری استایلز

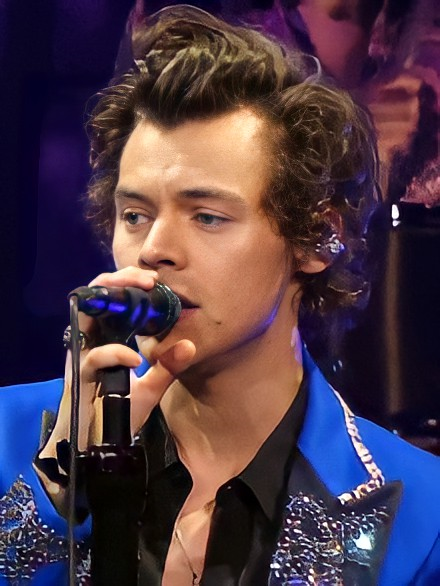
هری استایلز درحال اجرا در هری استایلز: تور زنده در نشویل، تنسی، ژوئن ۲۰۱۷

خواننده، ترانه‌سرا، مدل، تهیه‌کننده و بازیگر انگلیسی هری استایلز ترانه‌های دو آلبوم استودیویی‌اش، هری استایلز (۲۰۱۷) و خط باریک (۲۰۱۹)، و همچنین ترانه‌هایی را برای پنج آلبوم استودیویی وان دایرکشن، همه شب بیدار (۲۰۱۱)، مرا به خانه ببر (۲۰۱۲)، خاطرات شبانه (۲۰۱۳)، چهار (۲۰۱۴) و ساخته‌شده در بامداد (۲۰۱۵) و گروهی از هنرمندان دیگر نوشته است. او اکثر سهام خود را در نوشته‌های معتبرش دارد.
استایلز با جف باسکر، میچ رولند، آلکس سابین، تیلر جانسون و رایان نسکی ترانه‌هایی را برای نخستین آلبوم استودیویی‌اش از جمله تک‌آهنگ اصلی‌اش «نشانه زمان» نوشتند، که به رتبه یک در جدول تک‌آهنگ‌های بریتانیا رسید و بیشتر از دو میلیون نسخه در ایالات متحده فروخت. استایلز دربارهٔ مفهوم ترانه گفت «مادری بچه‌اش متولد می‌شود و اینجا عارضه‌ای وجود دارد. به مادر گفته می‌شود، بچه‌اش خوب است اما شما نمی‌خواهید آن را باور بکنید.» مقایسه‌ای که خواننده از آن برای اشاره به بی‌عدالتی‌های «بنیادی» موجود در زندگی و جامعه مدرن استفاده می‌کند. استایلز دربارهٔ روند ساختش توضیح داد: «آهنگی که باعث شد درواقع آلبوم احساس کند به جای اینکه گروهی از ترانه‌ها باشد، آلبومی باشد «نشانه زمان» بود. ناهار را زود تمام کردم و حدود پنج دقیقه پشت پیانو نشستم. این سریع‌ترین ترانه‌نویسی آلبوم بود. من فکر می‌کنم ما حدود سه ساعت کارمان را تمام کردیم، منهای گروه کر.» باسکر این احساسات را تکرار کرد، «هری آن را با پیانو نواخت و ما کمی بعد آن را دیدم. سپس او به سمت میکروفون رفت و من با پیانو نواختم و در نهایت ما آن را کمتر از سه ساعت ضبط کردیم.» باسکر همچنین اضافه کرد که، «مجبور شدم اتاق را ترک کنم. او نیازی به نشستن در آنجا نداشت و دائماً احساس می‌کرد که باید در برابرم تسلیم شود. هری رئیس بود.»
برای دومین آلبوم استودیویی‌اش، استایلز با دوست قدیمی و تهیه‌کننده مستقل، توماس هال مشارکت کرد، کسی که در اولین آلبوم استودیویی‌اش نقشی کوچک داشته است، همچنین همکاران سابق او، جانسون، رولند و باسکر در این آلبوم همکاری کردند. او روند ساخت این آلبوم را سرگرم‌کننده‌تر توصیف کرد و گفت: «بخش اختیاری ساخت این آلبوم تعریف دوباره موفقیت برایم بود. گرفتن چارچوب موسیقی که مرا خوشحال می‌کند، نشانه واقعی موفقیت است، و رها کردن همه رشته‌هایی که در مورد شماره‌هایی که برای ضبط‌هایی که کرده بودم گرفته بودم، بسیار آزادی‌بخش بود.» استایلز ضبط کردن اولین تک‌آهنگ، «چراغ‌ها روشن» که در جدول تک‌آهنگ‌های بریتانیا به رتبه سه رسید، این‌گونه به عنوان «ترانه‌ای بسیار بلند و رهایی‌بخش» و «دربارهٔ اندیشیدن خود، کشف کردن خود و آزادی خود. چیزهایی که من در طی چند سال گذشته سعی در پردازش و مقابله با آن‌ها بودم، قبول همه این موارد.» توصیف می‌کند. او دربارهٔ روند نوشتن می‌گوید «چراغ‌ها روشن غیرارتدکس‌ترین ترانه‌ای بود که تا حالا ساخته‌ام. این از طریق یادداشت‌های صوتی با تیلر [جانسون] نوشته شده است. او برایم آهنگی می‌فرستاد و ما پیام‌های صوتی را پس و پیش برایش می‌فرستادیم. من لیریک را نوشتم و در استودیو جمع شدیم تا واقعاً سریع ضبط کنیم. روز دوم تصمیم گرفتم گروه کر را اجرا کنم، که معمولاً این کار را زود انجام نمی‌دهیم. هنگامی که ما گروه کر را اجرا دادیم، این آهنگ را ساخت و آن را دگرگون کرد. قسمت مورد علاقه من در موردش این است که نمی‌دانم [سبک] آهنگ چیست. لزوماً این حس را خیلی ندارد، اما فکر می‌کنم این بخشی از چیزی است که دوستش دارم.»
پس از نوشتن ترانه‌های متعدد برای همه شب بیدار و مرا به خانه ببر، استایلز با استیو کتچا و کارل فالک برای نوشتن «با خوشحالی» همکاری کرد، و گری لایت‌بادی از اسنو پاترول و جک‌نایف لی برای نوشتن «چیزهای عالی»، که هردوی آن‌ها در خاطرات شبانه قرار داشتند. در این آلبوم، استایلز همچنین تک‌آهنگ «داستان زندگی‌ام» نوشت که در جدول تک‌آهنگ‌های بریتانیا در صدر قرار گرفت، و بیش از سه میلیون نسخه از آن در ایالات متحده به فروش رفت. استایلز با کارولینا لایر در نوشتن ترانه «فقط کمی از قلبت» همکاری کرد که در دومین آلبوم استودیویی آریانا گرانده، همه‌چیز من (۲۰۱۴) قرار گرفت. او همچنین در نوشتن ترانه «دوستت دارم» اثر آلکس و سیرا برای نخستین آلبوم استودیویی آن‌ها همکاری کرد. استایلز چندین ترانه برای چهار، شامل «قلب‌های شکسته کجا می‌روند؟»، «سندرم استکهلم» و تک‌آهنگ «شب تغییر می‌کنه» نوشت. استایلز چندین ترانه برای ساخته‌شده در بامداد نوشت. شامل دومین تک‌آهنگ آن، «بی‌نقص» که در جدول تک‌آهنگ‌های بریتانیا به رتبه دو رسید. استایلز ترانه «روزی» را با همکاری مگان ترینر نوشت که توسط ترینر و مایکل بوبله برای نهمین آلبوم استودیویی بوبله، ضبط شد. با جک آنتونوف و لیس جوبیر، استایلز در نوشتن «آهنگ آلفی (ترانه عاشقانه نه‌چندان معمولی)» همکاری کرد که توسط بلیچرز برای موسیقی متن فیلم با عشق، سایمون (۲۰۱۸) منتشر شد.
استایلز مجموعاً هشتاد و چهار ترانه معتبر تحت نامش دارد، از جمله چندین ترانه که منتشرنشده است. گذشته از هنرمندان بالا، استایلز ترانه‌هایی را برای گروه‌های آگوستانا، کدالین و همچنین گوین دگراو نوشته است. او با رایان تدر خواننده اصلی وان‌ریپابلیک، جان لجند دریافت‌کننده ای‌جی‌اوتی و پیانیست اسنو پاترول، جانی مک‌داید همکاری کرده است. همکاران استایلز گفته‌اند که او موسیقی‌هایی را با تیلور سوئیفت، برونو مارس و مکس مارتین ضبط کرده است، اگرچه هنوز هیچ اثری ثبت نشده است.
بسیاری از همکاران ترانه‌سرای استایلز، استعداد و مهارت او را در ترانه‌سرایی تحسین کرده‌اند، تدر از او به عنوان «نویسنده‌ای مستعد و فوق‌العاده»یاد می‌کند و کتچا می‌گوید: «با هری واقعاً جالب بود، چون از آلبوم دوم [وان دایرکشن] واقعاً دیدید که او نویسنده لعنتی خوبی است. ما برای سومین آلبوم ترانه‌ای نوشتیم، تنها کاری که برای آلبوم سوم انجام دادیم، به نام با خوشحالی، که من به آن افتخار می‌کنم و فکر می‌کنم او هم همین فکر را می‌کند… او در ارائه ایده‌ها بسیار عالی بود.» در همین حال، گرانده استایلز را ستوده است و تأیید کرده است که «مردم قبل از هرچیزی هری را به عنوان خواننده می‌شناسند، ولی من فکر می‌کنم آن‌ها وقتی مهارت نوشتنش را می‌شنوند بسیار تحت تأثیر قرار خواهند گرفت،» و اینکه «من بیشتر مرعوب شدم، زیرا او نسخه‌ای دمو برایم ضبط کرد تا بتوانم آهنگ [فقط کمی از قلبت] را یاد بگیرم. من دوست داشتم، من نمی‌دانم آیا می‌خواهم آن را لمس کنم! بسیار زیباست، راهی که او آن را خواند، من نمی‌دانم آیا خودم می‌خواهم آن را بسازم.» از طرف خودش، لجند اظهار داشت که «من دوست دارم دوباره با او بنویسم چون او مرد خوبی است و بسیار با استعداد. او ایده‌های بسیار خوبی را برای ترانه‌هایش دارد و ترانه‌سرای بسیار خوبی است.»

## ترانه‌ها

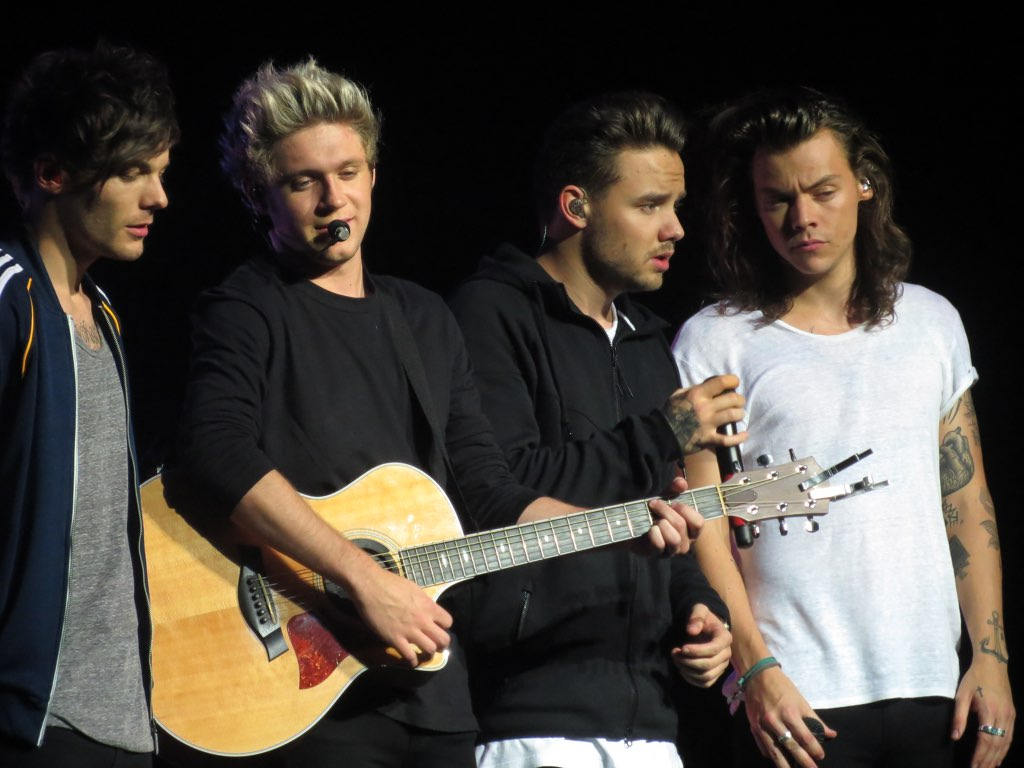
استایلز ترانه‌های بسیاری را با وان دایرکشن (در تصویر) ضبط کرده است و در نوشتن تعدادی از آن‌ها شامل سه تک‌آهنگ: «بی‌نقص»، «شب تغییر می‌کنه» و «داستان زندگی‌ام» همکاری کرده است.

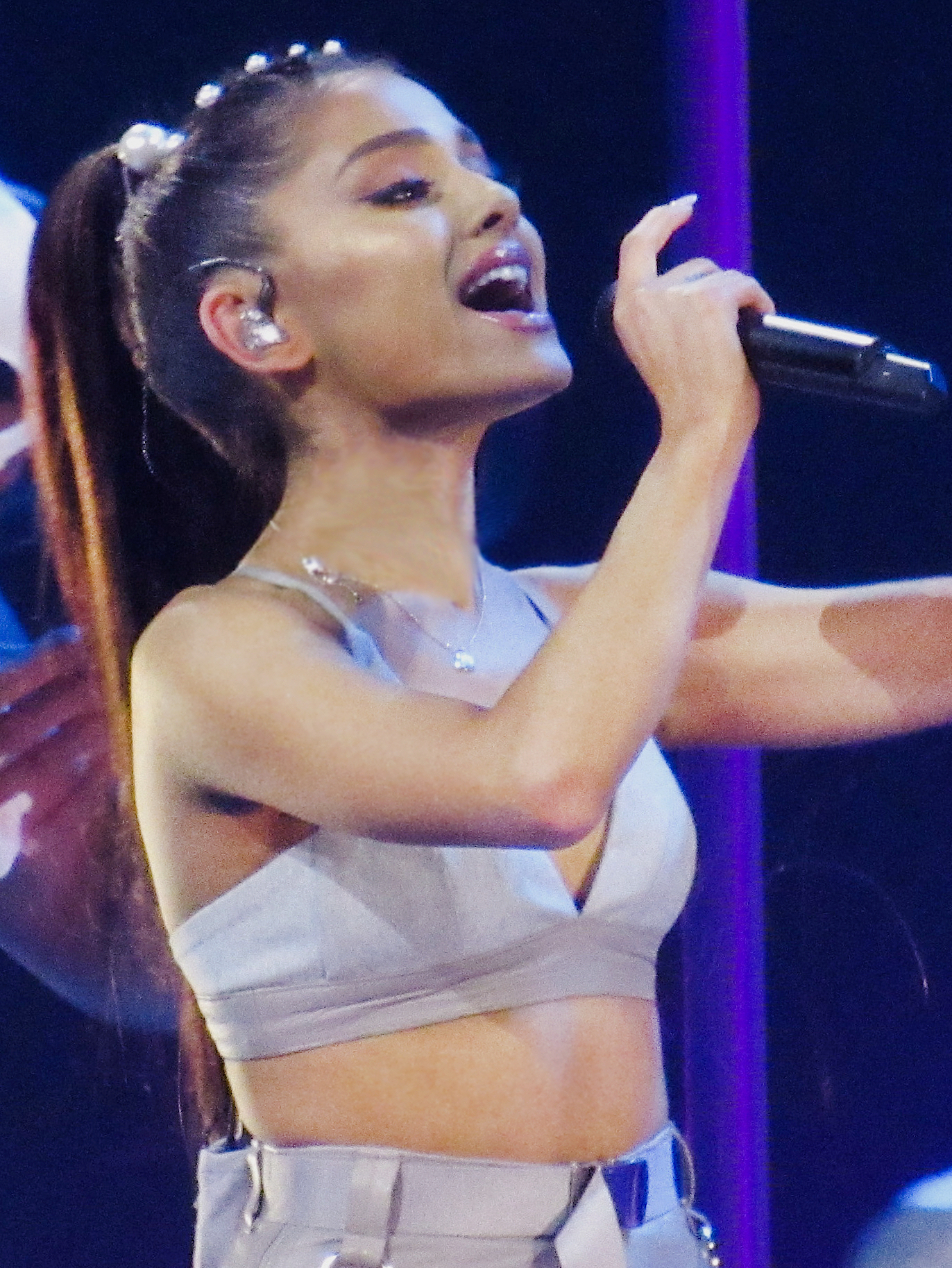
استایلز ترانه «فقط کمی از قلبت» را نوشت که توسط آریانا گرانده (در تصویر) برای چهارمین آلبوم استودیویی‌اش، همه‌چیز من (۲۰۱۴) ضبط شد.

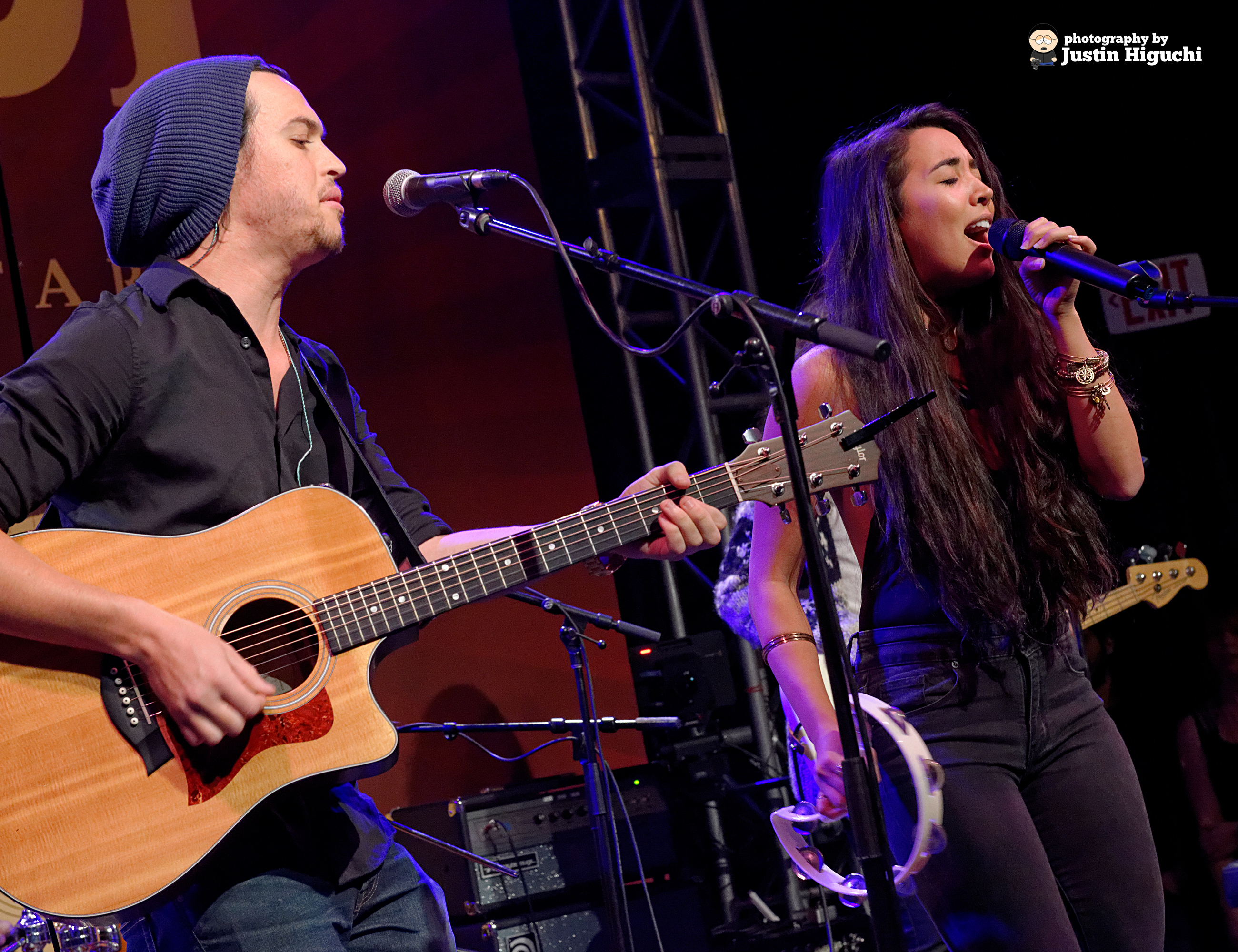
استایلز در نوشتن ترانه «دوستت دارم» همکاری کرد که توسط آلکس و سیرا (در تصویر) برای نخستین آلبوم استودیویی آن‌ها، دربارهٔ ماست (۲۰۱۴) ضبط شد.

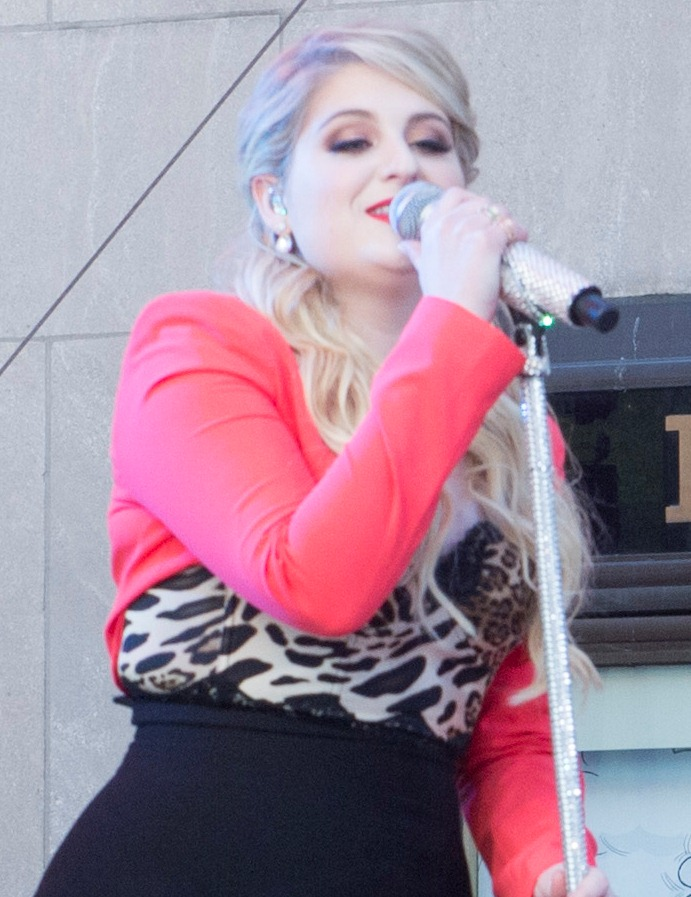
استایلز در نوشتن ترانه «روزی» با مگان ترینر (در تصویر) همکاری کرده است که به عنوان قطعه دوصدایی توسط ترینر و مایکل بوبله برای آلبوم هیچ‌کس جز من (۲۰۱۶) ضبط شد.

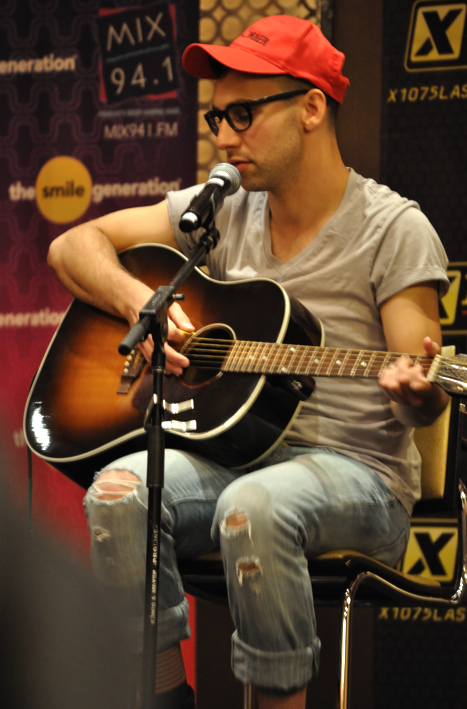
استایلز در نوشتن تک‌آهنگ «آهنگ آلفی (ترانه عاشقانه نه‌چندان معمولی)» با جک آنتونوف (در تصویر) همکاری کرد که در موسیقی متن با عشق، سایمون (۲۰۱۸) قرار گرفت.

|   | ترانه‌هایی که به عنوان تک‌آهنگ منتشر شدند          |
| # | ترانه‌هایی که به عنوان تک‌آهنگ تبلیغاتی منتشر شدند |

| ترانه                                      | هنرمند(ان)                         | نویسنده(ها) | آلبوم                                 | سال       | م.     |
| ------------------------------------------ | ---------------------------------- | --- | ------------------------------------- | --------- | ------ |
| «۵۳۷۸ مایل»                                | —                                  | هری استایلز گری گو جانی مک‌داید | —                                     | منتشرنشده | [ ۲۱ ] |
| «بامداد»                                   | وان دایرکشن                        | هری استایلز جولیان بوتنا اد دروت وین هکتور نایل هوران لیام پین جان رایان لوئیس تاملینسون                                           | ساخته‌شده در بامداد (نسخه لوکس)        | ۲۰۱۵      | [ ۲۲ ] |
| «ستودن تو»                                 | هری استایلز                        | هری استایلز ایمی آلن توماس هال تیلر جانسون میچ رولند                                                                               | خط باریک                              | ۲۰۱۹      | [ ۲۳ ] |
| «آهنگ آلفی (ترانه عاشقانه نه‌چندان معمولی)» | بلیچرز                             | هری استایلز جک آنتونوف لیس جوبیر                                                                                                   | با عشق، سایمون (موسیقی متن فیلم اصلی) | ۲۰۱۸      | [ ۲۴ ] |
| «درحال حاضر خانه»                          | —                                  | هری استایلز گری گو جانی مک‌داید | —                                     | منتشرنشده | [ ۲۵ ] |
| «اوه آنا»                                  | هری استایلز                        | هری استایلز تیلر جانسون میچ رولند آلکس سالبین                                                                                      | —                                     | منتشرنشده | [ ۲۷ ] |
| «برگشتن برای تو»                           | وان دایرکشن                        | هری استایلز کارل فالک کریستوفر فاگل‌مارک نایل هوران استیو کتچا آلبین ندلر لیام پین لوئیس تاملینسون رامی یوکوب                       | مرا به خانه ببر                       | ۲۰۱۲      | [ ۲۸ ] |
| «بهتر از تنها ماندن»                       | آگوستانا                           | هری استایلز دن لایوس | —                                     | منتشرنشده | [ ۲۹ ] |
| «کالیفرنیا»                                | —                                  | هری استایلز دن لایوس | —                                     | منتشرنشده | [ ۳۰ ] |
| «تنگه ماه»                                 | هری استایلز                        | هری استایلز توماس هال میچ رولند | خط باریک                              | ۲۰۱۹      | [ ۲۳ ] |
| «نمی‌توانم به اندازه کافی بدست آورم»        | —                                  | هری استایلز دن لایوس | —                                     | منتشرنشده | [ ۳۱ ] |
| «کارولینا»                                 | هری استایلز                        | هری استایلز جف باسکر توماس هال تیلر جانسون رایان نسکی میچ رولند آلکس سابین                                                         | هری استایلز                           | ۲۰۱۷      | [ ۳۲ ] |
| «بلیتت را تعویض کن»                        | وان دایرکشن                        | هری استایلز جولیان بونتا نایل هوران زین مالیک سم مارتین لیام پین جان رایان لوئیس تاملینسون                                         | چهار (نسخه نهایی)                     | ۲۰۱۴      | [ ۳۳ ] |
| «گیلاس»                                    | هری استایلز                        | هری استایلز جف باسکر توماس هال تیلر جانسون سامی ویت                                                                                | خط باریک                              | ۲۰۱۹      | [ ۲۳ ] |
| «کوکو»                                     | —                                  | هری استایلز گری گو جانی مک‌داید | —                                     | منتشرنشده | [ ۳۴ ] |
| «فراموش نکن مرا به یاد بیاری»              | —                                  | هری استایلز توبی گاد نایل هوران زین مالیک لیام پین لیندی رابینس لوئیس تاملینسون                                                    | —                                     | منتشرنشده | [ ۳۵ ] |
| «نزار برم»                                 | هری استایلز                        | هری استایلز سم مک‌کارتی دن مک‌دگال                                                                                                   | —                                     | منتشرنشده | [ ۳۶ ] |
| «بی‌پایان»                                  | —                                  | هری استایلز گری گو جانی مک‌داید | —                                     | منتشرنشده | [ ۳۷ ] |
| «تا به حال نیویورک»                        | هری استایلز                        | هری استایلز جف باسکر توماس هال تیلر جانسون رایان نسکی میچ رولند آلکس سابین                                                         | هری استایلز                           | ۲۰۱۷      | [ ۳۲ ] |
| «همه‌چیز دربارهٔ تو»                         | وان دایرکشن                        | هری استایلز وین هکتور نایل هوران زین مالیک لیام پین استیو رابسون لوئیس تاملینسون                                                   | همه شب بیدار                          | ۲۰۱۱      | [ ۳۸ ] |
| «جدا از هم»                                | —                                  | هری استایلز دن لایوس | —                                     | منتشرنشده | [ ۳۹ ] |
| «افتادن»                                   | هری استایلز                        | هری استایلز توماس هال | خط باریک                              | ۲۰۲۰      | [ ۲۳ ] |
| «خط باریک»                                 | هری استایلز                        | هری استایلز جف باسکر توماس هال تیلر جانسون سامی ویت                                                                                | خط باریک                              | ۲۰۱۹      | [ ۲۳ ] |
| «طلای احمق» #                              | وان دایرکشن                        | هری استایلز نایل هوران زین مالیک مورین مک‌دونالد لیام پین جیمی اسکات لوئیس تاملینسون                                                | چهار                                  | ۲۰۱۴      | [ ۳۳ ] |
| «از میز ناهارخوری»                         | هری استایلز                        | هری استایلز جف باسکر توماس هال تیلر جانسون رایان نسکی میچ رولند آلکس سابین                                                         | هری استایلز                           | ۲۰۱۷      | [ ۳۲ ] |
| «سرگرم‌کننده درحال حاضر»                    | —                                  | هری استایلز جولیان بونتا دن لایوس                                                                                                  | —                                     | منتشرنشده | [ ۴۰ ] |
| «طلایی»                                    | هری استایلز                        | هری استایلز جف باسکر توماس هال تیلر جانسون رایان نسکی میچ رولند آلکس سابین                                                         | خط باریک                              | ۲۰۱۹      | [ ۲۳ ] |
| «با خوشحالی»                               | وان دایرکشن                        | هری استایلز استیو کتچا کارل فالک                                                                                                   | خاطرات شبانه                          | ۲۰۱۳      | [ ۴۱ ] |
| «داری و داشتی»                             | —                                  | هری استایلز دن لایوس | —                                     | منتشرنشده | [ ۴۲ ] |
| «من فقط می‌خوام مرد تو باشم»                | —                                  | هری استایلز دن لایوس | —                                     | منتشرنشده | [ ۴۳ ] |
| «دوستت دارم»                               | آلکس و سیرا                        | هری استایلز جان کارل‌سون | دربارهٔ ماست                           | ۲۰۱۴      | [ ۴۴ ] |
| «من آماده نبودم»                           | —                                  | هری استایلز جان لجند | —                                     | منتشرنشده | [ ۴۵ ] |
| «اگر می‌توانستم پرواز کنم»                  | وان دایرکشن                        | هری استایلز جان کارل‌سون راس گلان                                                                                                   | ساخته‌شده در بامداد                    | ۲۰۱۵      | [ ۲۲ ] |
| «غیرقابل مقاومت»                           | وان دایرکشن                        | هری استایلز تام فلچر نایل هوران دنی جونز زین مالیک لیام پین داگی پوینت لوئیس تاملینسون                                             | مرا به خانه ببر (نسخه لوکس تارگت)     | ۲۰۱۲      | [ ۲۸ ] |
| «فقط کمی از قلبت»                          | آریانا گرانده                      | هری استایلز جان کارل‌سون | همه‌چیز من                             | ۲۰۱۴      | [ ۴۶ ] |
| «بهتر ببوسش»                               | —                                  | هری استایلز دن لایوس | —                                     | منتشرنشده | [ ۴۷ ] |
| «مرا ببوس»                                 | —                                  | هری استایلز دن لایوس | —                                     | منتشرنشده | [ ۴۸ ] |
| «بوسیدنت در باران»                         | —                                  | هری استایلز دن لایوس | —                                     | منتشرنشده | [ ۴۹ ] |
| «کیوی»                                     | هری استایلز                        | هری استایلز جف باسکر توماس هال تیلر جانسون رایان نسکی میچ رولند آلکس سابین                                                         | هری استایلز                           | ۲۰۱۷      | [ ۳۲ ] |
| «آخرین اولین بوسه»                         | وان دایرکشن                        | هری استایلز کارل فالک کریستوفر فاگل‌مارک نایل هوران استیو کتچا زین مالیک آلبین نادلر لیام پین داگی پوینت لوئیس تاملینسون رامی یوکوب | مرا به خانه ببر                       | ۲۰۱۲      | [ ۲۸ ] |
| «دراز کشیدن»                               | —                                  | هری استایلز توماس اتکین جیک گوسلینگ کریس لئونارد                                                                                   | —                                     | منتشرنشده | [ ۵۰ ] |
| «چراغ‌ها روشن»                              | هری استایلز                        | هری استایلز توماس هال تیلر جانسون                                                                                                  | خط باریک                              | ۲۰۱۹      | [ ۲۳ ] |
| «مثل همه‌افراد دیگر»                        | —                                  | هری استایلز دن لایوس | —                                     | منتشرنشده | [ ۵۱ ] |
| «شبیه آنچه تو انجام می‌دهی»                 | —                                  | هری استایلز دن لایوس | —                                     | منتشرنشده | [ ۵۲ ] |
| «مدت‌زمان طولانی رفته است»                  | —                                  | هری استایلز گری لایت‌بوی جانی مک‌داید                                                                                                | —                                     | منتشرنشده | [ ۵۳ ] |
| «دوست دارم مثل تو عازم باشم»               | —                                  | هری استایلز دن لایوس | —                                     | منتشرنشده | [ ۵۴ ] |
| «درست احساس کن»                            | —                                  | هری استایلز استیو گارگان وینسنت می مارک پرندگاست                                                                                   | —                                     | منتشرنشده | [ ۵۵ ] |
| «دارو»                                     | هری استایلز                        | هری استایلز تیلر جانسون رایان ناسکی میچ رولند آلکس سابین                                                                           | —                                     | منتشرنشده | [ ۵۶ ] |
| «منو در راهرو ملاقات کن»                   | هری استایلز                        | هری استایلز جف باسکر تیلر جانسون رایان ناسکی میچ رولند آلکس سابین                                                                  | هری استایلز                           | ۲۰۱۷      | [ ۳۲ ] |
| «شاید تو رو نخواهد»                        | —                                  | هری استایلز دن لایوس | —                                     | منتشرنشده | [ ۵۷ ] |
| «شب تغییر می‌کنه»                           | وان دایرکشن                        | هری استایلز جولیان بوتنا نایل هوران زین مالیک جان رایان جیمی اسکات لیام پین لوئیس تاملینسون                                        | چهار                                  | ۲۰۱۴      | [ ۳۳ ] |
| «تقصیر ما نیست»                            | گوین دگراو                         | هری استایلز گوین دگراو جک گاسلینگ کریس رولند                                                                                       | —                                     | منتشرنشده | [ ۵۸ ] |
| «اولیویا»                                  | وان دایرکشن                        | هری استایلز جولیان بوتنا جان رایان                                                                                                 | ساخته‌شده در بامداد                    | ۲۰۱۵      | [ ۲۲ ] |
| «یک خواسته»                                | —                                  | هری استایلز دن لایوس | —                                     | منتشرنشده | [ ۵۹ ] |
| «یکی از اون شب‌ها»                          | —                                  | هری استایلز دن لایوس | —                                     | منتشرنشده | [ ۶۰ ] |
| «فقط فرشته»                                | هری استایلز                        | هری استایلز جف باسکر تیلر جانسون رایان رولند میچ رولند آلکس سابین                                                                  | هری استایلز                           | ۲۰۱۷      | [ ۳۲ ] |
| «بی‌نقص»                                    | وان دایرکشن                        | هری استایلز جولیان بوتنا جیکوب کشر مورین مک‌دونالد جان رایان جس شاتکین لوئیس تاملینسون                                              | ساخته‌شده در بامداد                    | ۲۰۱۵      | [ ۲۲ ] |
| «همین حالا»                                | وان دایرکشن                        | هری استایلز لیام پین رایان تدر لوئیس تاملینسون                                                                                     | خاطرات شبانه                          | ۲۰۱۳      | [ ۴۱ ] |
| «اشتباهات مشابه»                           | وان دایرکشن                        | هری استایلز وین هکتور نایل هوران زین مالیک لیام پین استیو رابسون لوئیس تاملینسون                                                   | همه شب بیدار                          | ۲۰۱۱      | [ ۳۸ ] |
| «شانس دوم»                                 | —                                  | هری استایلز دن لایوس | —                                     | منتشرنشده | [ ۶۱ ] |
| «او»                                       | هری استایلز                        | هری استایلز جف باسکر توماس هال میچ رولند                                                                                           | خط باریک                              | ۲۰۱۹      | [ ۲۳ ] |
| «او رفته»                                  | وان دایرکشن                        | هری استایلز رایان تدر نوئل زانکانلا                                                                                                | —                                     | منتشرنشده | [ ۶۲ ] |
| «نشانه زمان»                               | هری استایلز                        | هری استایلز جف باسکر تیلر جانسون رایان نسکی میچ رولند آلکس سابین                                                                   | هری استایلز                           | ۲۰۱۷      | [ ۳۲ ] |
| «روزی»                                     | مایکل بوبله (به همراهی مگان ترینر) | هری استایلز جان کارل‌سون مگان ترینر                                                                                                 | هیچ‌کس جز من                           | ۲۰۱۶      | [ ۶۳ ] |
| «چیزهای خوب»                               | وان دایرکشن                        | هری استایلز جک‌نایف لی گری لایت‌بوی                                                                                                  | خاطرات شبانه                          | ۲۰۱۳      | [ ۴۱ ] |
| «چیزی که منتظرش بودم»                      | —                                  | هری استایلز گری لایت‌بوی جانی مک‌داید                                                                                                | —                                     | منتشرنشده | [ ۶۴ ] |
| «هنوز یکی»                                 | وان دایرکشن                        | هری استایلز کارل فالک استیو کتچا لیام پین لوئیس تاملینسون رامی یوکوب                                                               | مرا به خانه ببر (نسخه سالانه)         | ۲۰۱۲      | [ ۲۸ ] |
| «سندرم استکهلم»                            | وان دایرکشن                        | هری استایلز جولیان بوتنا جان کارل‌سون جان رایان                                                                                     | چهار                                  | ۲۰۱۴      | [ ۳۳ ] |
| «داستان زندگی‌ام»                           | وان دایرکشن                        | هری استایلز جولیان بوتنا نایل هوران زین مالیک لیام پین جان رایان جیمی اسکات لوئیس تاملینسون                                        | خاطرات شبانه                          | ۲۰۱۳      | [ ۴۱ ] |
| «تابستان عاشقانه»                          | وان دایرکشن                        | هری استایلز وین هکتور نایل هوران زین مالیک لیام پین لیندی رابینس استیو رابسون لوئیس تاملینسون                                      | مرا به خانه ببر                       | ۲۰۱۲      | [ ۲۸ ] |
| «آفتاب‌گردان، بخش ششم»                      | هری استایلز                        | هری استایلز توماس هال گرگ کرستین                                                                                                   | خط باریک                              | ۲۰۱۹      | [ ۲۳ ] |
| «موجود شیرین» #                            | هری استایلز                        | هری استایلز توماس هال | هری استایلز                           | ۲۰۱۷      | [ ۳۲ ] |
| «گرفته‌شده»                                 | وان دایرکشن                        | هری استایلز توبی گاد نایل هوران زین مالیک لیام پین لیندی رابینس لوئیس تاملینسون                                                    | همه شب بیدار                          | ۲۰۱۱      | [ ۳۸ ] |
| «این ستارست»                               | —                                  | هری استایلز جانی مک‌داید | —                                     | منتشرنشده | [ ۶۵ ] |
| «خیلی تنها بودن»                           | هری استایلز                        | هری استایلز توماس هال تیلر جانسون میچ رولند                                                                                        | خط باریک                              | ۲۰۱۹      | [ ۲۳ ] |
| «با مهربانی با مردم رفتار کن»              | هری استایلز                        | هری استایلز جف باسکر الیسی جابر | خط باریک                              | ۲۰۱۹      | [ ۲۳ ] |
| «دو روح»                                   | هری استایلز                        | هری استایلز جولیان بوتنا تیلر جانسون میچ رولند جان رایان                                                                           | هری استایلز                           | ۲۰۱۷      | [ ۳۲ ] |
| «از خواب بیدار شو»                         | —                                  | هری استایلز گری لایت‌بوی جانی مک‌داید                                                                                                | —                                     | منتشرنشده | [ ۶۶ ] |
| «در باد راه رفتن»                          | وان دایرکشن                        | هری استایلز جولیان بوتنا جان رایان جیمز اسکات                                                                                      | ساخته‌شده در بامداد (نسخه لوکس)        | ۲۰۱۵      | [ ۲۲ ] |
| «می‌خواهم آنجا باشی»                        | وان دایرکشن                        | هری استایلز جک گاسلینگ کریس لئونارد                                                                                                | —                                     | منتشرنشده | [ ۶۷ ] |
| «هندوانه شیرین»                            | هری استایلز                        | هری استایلز توماس هال تیلر جانسون میچ رولند                                                                                        | خط باریک                              | ۲۰۱۹      | [ ۲۳ ] |
| «قلب‌های شکسته کجا می‌روند؟» #               | وان دایرکشن                        | هری استایلز جولیان بوتنا روت-آن کانینگهام تدی گایگر علی تمپوسی                                                                     | چهار                                  | ۲۰۱۴      | [ ۳۳ ] |
| «زن»                                       | هری استایلز                        | هری استایلز جف باسکر تیلر جانسون رایان نسکی میچ رولند آلکس سابین                                                                   | هری استایلز                           | ۲۰۱۷      | [ ۳۲ ] |
| «قلبم هنوز مال توئه (حتی اگر نخوایش)»      | —                                  | هری استایلز دن لایوس | —                                     | منتشرنشده | [ ۶۸ ] |